# Empis damascena
Empis damascena är en tvåvingeart som beskrevs av Collin 1937. Empis damascena ingår i släktet Empis och familjen dansflugor. Inga underarter finns listade i Catalogue of Life.